# Flughafen Cuenca

i7
i11
i13
Der Flughafen Cuenca Mariscal Lamar (spanisch: Aeropuerto Mariscal Lamar; IATA-Code: CUE, ICAO-Code: SECU) ist der Flughafen der ecuadorianischen Provinzhauptstadt Cuenca.
Er ist der drittwichtigste Flughafen in Ecuador und von Quito aus in 35 Minuten sowie von Guayaquil in 20 Minuten mit dem Flugzeug erreichbar. Die Verbindungen werden von den Fluggesellschaften LATAM Airlines Ecuador, Aeroregional und Avianca Ecuador betrieben.
Der Flughafen verfügt über ein Terminal, das von 5000 auf 7400 m² ausgebaut und im September 2008 eröffnet wurde. Die Erweiterung am Flughafen kosteten 1,2 Millionen US-Dollar.

## Zwischenfälle
- Am 17. Juli 1946 flog eine Curtiss C-46D der ecuadorianischen ANDESA (Luftfahrzeugkennzeichen HC-SCA) beim Durchstartversuch nach einem missglückten Anflug auf den Flughafen Cuenca 1,6 Kilometer hinter dem Flughafen in einen Hügel. Die aus Guayaquil kommende Maschine wurde von zwei angeheuerten US-amerikanischen Piloten geflogen.[4] Alle 30 Insassen, 3 Besatzungsmitglieder und 27 Passagiere, wurden getötet.[5]

- Am 3. Juni 1970 überrollte eine Vickers Viscount 745D der ecuadorianischen SAETA (HC-ART) bei der Landung auf dem Flughafen Cuenca das Landebahnende und wurde irreparabel beschädigt. Personen kamen nicht zu Schaden.[6]

- Am 4. September 1977 wurde eine Vickers Viscount 764D der SAN Ecuador (HC-BCL) etwa 40 Kilometer nördlich des Zielflughafens Cuenca in die Berge geflogen. Das Flugzeug war nach Sichtflugregeln unterwegs, wurde aber trotzdem in Wolken geflogen. Bei diesem CFIT (Controlled flight into terrain) wurden alle 33 Insassen, vier Besatzungsmitglieder und 29 Passagiere, getötet.[7]

- Am 29. Dezember 1977 wurde erneut eine Vickers Viscount 764D der SAN Ecuador (HC-BEM) in der Nähe des Zielflughafens Cuenca in einen Hügel geflogen. Durch diesem weiteren CFIT (Controlled flight into terrain) der SAN Ecuador innerhalb von drei Monaten wurden alle 24 Insassen, vier Besatzungsmitglieder und 20 Passagiere getötet. Auch hierbei war das Flugzeug wieder nach Sichtflugregeln unterwegs, wurde aber trotzdem in Wolken geflogen.[8]

- Am 8. Oktober 1982 geriet eine Vickers Viscount 828 der SAN Ecuador (HC-ATV) bei der Landung auf dem Flughafen Cuenca von der Landebahn ab. Dabei brach das rechte Hauptfahrwerk im weichen Boden ein, die gesamte rechte Flugzeugseite wurde schwer beschädigt. Alle Insassen überlebten. Das Flugzeug wurde irreparabel beschädigt.[9]

- Am 11. Juli 1983 streifte eine Boeing 737-200 der TAME Ecuador (HC-BIG) im Landeanflug auf den Flughafen Cuenca einen Gebirgskamm und stürzte 1,5 Kilometer vor der Landebahn in hügeliges Gelände. Alle 119 Personen an Bord kamen ums Leben. Berichten zufolge verfügte der Kapitän nicht über eine zureichende Flugkompetenz für diesen Flug (siehe auch TAME-Ecuador-Flug 173).[10]